# Laerte Patrocinio Orpinelli
Laerte Patrocínio Orpinelli (Araras, 10 de octubre de 1952 – Iaras, 3 de enero de 2013), comúnmente conocido como "el Maníaco de la Bicicleta", fue un asesino en serie y pedófilo brasileño, acusado de golpear, violar y estrangular al menos a 10 niños, matándolos con crueldad en cuatro ciudades del interior del Estado de San Pablo, con Río Claro como la ciudad que registró una mayor incidencia de muertes entre los menores. Los crímenes duraron entre principios y fines de la década de 1990, y terminaron cuando Laerte fue arrestado en 2000.

## Infancia y adolescencia
Laerte nació en la ciudad de Araras, en el interior de San Pablo, y una ciudad cercana a las demás donde ocurrieron los crímenes, era el séptimo hijo de una familia de nueve hermanos. Su propia madre, a su vez, en un intento para castigarlo, lo ató al pie de la mesa, lo que solo provocó una ira aún mayor.
En su adolescencia comenzó a volverse adicto al exceso de alcohol, lo que, con el tiempo, se convirtió en un alcoholismo patológico, siendo la principal causa de sus varios ingresos en clínicas psiquiátricas.

## Historia
Laerte fue un vagabundo, durante mucho tiempo vivió de ciudad en ciudad en las regiones del norte de São Paulo, donde prestó servicios de aplicación de grasa en las puertas de bares o establecimientos comerciales. Siempre descuidado por su apariencia, sucio y andrajoso, sin despertar sospechas, simplón y de forma rústica, los que lo conocían ni se imaginaban lo que escondía detrás de todo, tenía un cuaderno donde anotaba las fechas y ciudades por las que pasó, posteriormente la misma libreta fue utilizada por la policía para determinar la compatibilidad de los momentos de los crímenes cometidos.
A principios de la década de 1990, la población de Río Claro aún se estaba recuperando de una serie de crímenes bárbaros cometidos contra niños cuya autoría era Francisco de Marco, alias Chico Vidraceiro, otro criminal acusado de matar a 4 niños en años anteriores, como resultado, como los niños eran desaparecidos de Río Claro, encontrando sus huesos, la mayoría de ellos en el Horto Florestal de la ciudad, con el pasar de los meses la población de Río Claro pronto atribuyó las muertes al mismo asesino Vidraceiro, sin embargo, ya se encontraba en prisión. Con esto, debido a la ocurrencia de delitos de esta naturaleza en estas regiones en el momento, aún se desconoce el alcance de los practicados por Orpinelli, cuando surgieron nuevas víctimas en 1996 y 1997, la ciudad de Río Claro se puso en alerta, lo que generó mayor precaución al proteger a los niños de la ciudad.

## Crímenes
Orpinelli usó una bicicleta roja (de ahí el seudónimo de "el Maníaco de la Bicicleta"). Cuando llegaba a una nueva ciudad, buscaba inmediatamente las condiciones, identificaba un objetivo a lo largo del tiempo e incluso averiguaba si un niño solía jugar lejos de sus padres. En algunos casos, se hizo amigo de los padres de la posible víctima, y así fue aún más fácil convencer a los niños de que lo siguieran. Al alejarse de la supervisión de los responsables, los niños, a su vez, asumiendo que Orpinelli era un conocido de sus padres, no mostraron mucho miedo a aceptar la invitación. Aún para convencerlos, Laerte les ofreció un dulce o algún dulce de una manera amable. Con la promesa de ofrecer muchos más dulces que guardaba en su casa, daba un paseo en su bicicleta, y así guiaba a las menores a lugares cerrados o desiertos, que variaban desde bosques hasta refugios abandonados donde los violaría de inmediato.
Una vez que Laerte tenía el dominio del niño, la muerte era segura, para la víctima solo había pánico seguido de gritos de miedo y terror. Orpinelli se transformó, poseído por la rabia, agredió brutalmente a las víctimas, las violó, torturó y finalmente las mató por agresión física o estrangulamiento. También utilizó piedras, dejando cuerpos expuestos y otros parcialmente enterrados. Incluso al ser interrogado, afirmó que bebió la sangre de algunas de las víctimas que ya habían fallecido y estar influenciado por un espíritu maligno que lo hizo perseguir y matar niños a toda costa. Al mismo tiempo, atribuyó los crímenes a su alcoholismo, alegando que cuando “tomaba” estaba fuera de sí.
Las víctimas eran todos niños de clase baja, estaban en el grupo de edad de tres a once años, de ambos sexos y las ciudades por donde pasaba el maníaco y donde ocurrían los crímenes también estaban cerca unas de otras, seguro, Orpinelli tuvo víctimas fatales en Río Claro, Monte Alto, Pirassununga y Franca, aunque hay margen en este sentido por el hecho de que confesó delitos de esta naturaleza en otras ciudades de la región.

### Algunas de las víctimas

#### Osmarina Pereira Barbosa
Osmarina Pereira Barbosa (Marina como la conocían), tenía diez años cuando desapareció, abordada por Orpinelli, el 17 de enero de 1990, en el barrio de Santa María, Río Claro, se encontraba con su primo, José Fernando. Orpinelli la llevó a un campo de caña, donde fue violada y golpeada hasta la muerte y sus huesos se encontraron en septiembre del mismo año. Orpinelli fue condenado a 15 años de prisión en 2008 por este asesinato.

#### José Fernando de Oliveira
José Fernando de Oliveira tenía nueve años cuando fue asesinado con su prima Marina; Orpinelli dice que primero mató a Marina y luego mató a golpes a José Fernando. Al ser interrogado, Orpinelli afirmó que José Fernando tardó más en morir que su prima. Orpinelli fue condenado a 15 años de prisión en 2008 por el asesinato de José Fernando.

#### Aline Cristina dos Santos Siqueira
El 28 de agosto de 1996, Aline Cristina dos Santos Siqueira desapareció de la ciudad de Río Claro, según los informes, vista por última vez junto a un individuo en bicicleta. Orpinelli confesó que secuestró y mató a la niña, aunque su cuerpo nunca fue encontrado.

#### Edson Silva de Carvalho
El 26 de mayo de 1998, Edson Silva de Carvalho, de once años, desapareció de la ciudad de Monte Alto, en el interior de San Pablo, habiendo sido hallado su cuerpo en una casa abandonada, ya en avanzado estado de descomposición. Fue la primera víctima de Orpinelli fuera de Río Claro, que hasta ahora era la única ciudad donde había perpetrado sus crímenes. Según Orpinelli, en un intento de violar sexualmente a Edson, este gritó de desesperación, desatando la rabia del criminal por lo que le golpeó la cabeza contra la pared, provocando su muerte instantáneamente. Por este delito, Laerte fue condenado en 2001 a 18 años de prisión.

#### Crislaine dos Santos Barbosa
Crislaine dos Santos Barbosa, la víctima más joven hasta el momento, tenía tres años cuando fue secuestrada en Pirassununga, otraciudad del interior de San Pablo. Además, el crimen tuvo otro diferencial, que fue el hecho de que el delincuente ingresó a la casa de la víctima para secuestrarla (ya que siempre se acercaba a sus víctimas en la calle). En el interrogatorio, Orpinelli dijo que la noche del 25 de abril de 1999 siguió a la madre de la niña hasta su casa y sin ser notado, esperó el momento oportuno. Sabía que la madre de Crislaine saldría pronto del hogar, cosa que así sucedió. El niño se había dormido en el sofá de la sala y su madre se marchó dejando la puerta entreabierta. Cuando regresó algún tiempo después el niño ya había desaparecido. En los meses posteriores a la desaparición, se encontró un hueso compatible con el niño en un cañaveral en la parte trasera de un motel. Por este delito confesado, Laerte fue condenado en 2001 a 16 años de prisión por los tribunales de Pirassununga.

#### Jéssica Alves Martins
Jessica Alves Martins, entonces de nueve años, fue secuestrada por Orpinelli en la ciudad de Franca, interior de San Pablo, el 21 de noviembre de 1999. Luego de practicar la violación, Orpinelli estranguló a la niña y el cuerpo de la víctima fue encontrado dos días después. Juzgado en 2001 por este delito, Orpinelli fue condenado a 27 años de prisión por la justicia de Franca.

## Investigación
Se tardó mucho en identificar al delincuente, ya que los delitos relacionados con menores crecieron cada vez más y se desconocía el motivo y sobre todo el autor de todas las muertes. Sin embargo, en diciembre de 1998, en Río Claro, la policía recibió una denuncia sobre un individuo que había sido visto capturando a dos menores. Luego de detener al sospechoso, fue liberado, abriendo sólo un informe policial. Si bien el caso parecía cerrado allí, pero la jefa Sueli Isler, quien trabajaba en otro departamento, se interesó por el caso y, con base en la información proporcionada por el sospechoso al momento de ser detenido, se dirigió al lugar indicado en el expediente como su domicilio. y desde allí tuvo acceso a importantes informaciones que posteriormente sirvieron de punto de partida en la búsqueda del hasta entonces desconocido asesino. Sin embargo, recién en 1999, cuando se le permitió dedicarse al caso (que era responsabilidad de otro delegado especialista), la delegada Sueli comenzó a reportar la información obtenida por los familiares y divulgó un nombre y retrato a otras comisarías regionales sobre el sospechoso Laerte Patrocinio Orpinelli. Pronto, los periódicos y otros medios también difundieron información sobre el criminal.

## Arresto y prisión
En la noche del 10 de enero de 2000, Orpinelli se encontraba en la ciudad de Itu y buscó un lugar para pernoctar, eligiendo el Albergue Noturno de Itu, un lugar donde se hospedan personas sin hogar e indigentes; registrando su estadía y permaneciendo allí por tres noches, continuó hasta el municipio de Leme, donde fue detenido en una gasolinera en un operativo realizado por la Policía Militar. Orpinelli fue juzgado en 2001 y en 2008 fue condenado a penas acumuladas por más de 90 años en las ciudades donde se cometieron los delitos.

## Muerte
En la noche del 16 de enero de 2013, la Secretaría de Administración Penitenciaria (SAP) de San Pablo informó que, luego de ser trasladado, fue encontrado muerto por los carceleros del Penal de Iaras. Según la SAP, Laerte murió de causas naturales debido a antecedentes de diabetes e hipertensión. Sin embargo, el Departamento Administrativo del Sistema Penitenciario decidió investigar el caso.
- Datos: Q10315547